# Boulevard Léopold III (Bruxelles)
Pour les articles homonymes, voir Boulevard Léopold III.
Le boulevard Léopold III (en néerlandais : Leopold III-laan) est un boulevard bruxellois de la commune de Schaerbeek qui commence au boulevard Général Wahis et qui se prolonge vers Evere (en prenant le nom d'avenue Léopold III) et parcourt le sud de Haren où, après le siège de l'OTAN, il devient une autoroute: l'A 201.
Le boulevard Léopold III est une section de la nationale 22 (Bruxelles-Zaventem).

## Étymologie
Le boulevard tient son nom de Léopold III de Belgique (1901-1983) qui fut le quatrième roi des Belges, du 23 février 1934 au 16 juillet 1951. Il était le fils d'Albert Ier et d'Élisabeth en Bavière.

## Histoire
Avant la Seconde Guerre mondiale, il allait de Schaerbeek à l'ancien aérodrome d'Haren. Quand ce dernier fut désaffecté, le boulevard fut prolongé vers le nouvel aéroport de Bruxelles, à Zaventem.

## Bâtiments
Le siège actuel de l'OTAN construit à Haren se trouve au bord de ce boulevard depuis 1967. Le nouveau siège se trouve juste en face du premier.

## Adresses notables
A Schaerbeek :

- no 23 : Maison du Foyer Schaerbeekois
- no 31 : École communale no 16